# Inventing Anna
Inventing Anna är en amerikansk dramaserie skapad och producerad av Shonda Rhimes, inspirerad av New York magazine-artikeln "How an Aspiring 'It' Girl Tricked New York's Party People" av Jessica Pressler. Serien släpptes på Netflix den 11 februari 2022. Julia Garner spelar huvudrollen.